# البو سرايا
البو سرايا عشيرة عربية سورية، تنتشر على الجانب الأيمن لنهر الفرات (شاميّة) بين مدينة دير الزور وبلدة التبني، بالإضافة إلى انتشار افرادها في بعض البلدات والقرى شرقي مدينة دير الزور مثل قرية بقرص التي تبعد 10 كم غرب الميادين و30 كم جنوب شرق مدينة دير الزور.
كان للبو سرايا صولات وجولات بطولية ومآثر خالدة في مواجهة الاستعمار البريطاني والفرنسي، مثل هجومهم على الحامية البريطانية في مدينة دير الزور عام 1919 مع جيش العشائر، والتصدي لاحتلال القوات الفرنسية مدينة دير الزور عام 1921، ومقاومتها في ملحمة عين البو جمعة أثر اندلاع الثورة السورية الكبرى عام 1925.

## النسب
البو سرايا جزءاً من العقيدات حسب أما نسبها فهم من قبيلة المسعود الشمرية أحفاد سالم الملقب (سراوي) لكثر سيرة في ذلك الوقت حسب مقالة الشيخ حمود الشلاش التي نقلها عنه المقدم مولر، وبالتالي البوسرايا ليسوا من العقيدات وإنما جمعهم حلف عسكرى في إحدى المراحل التاريخية، أما هم من قبيلة المسعود الشمرية النازلة في أنحاء كربلاء والمسيب في العراق.
وينقسم البو سرايا إلى عدة أفخاذ:
1. البو عزام
2. البو عز الدين
3. البو شعيب
4. البو حمزة
5. العفيشات
6. البو مطر
7. البو ذياب
8. الموسى
9. البو محمد

## المنازل
منازل البو سرايا في الشامية بين مدينة دير الزور وبلدة التبني ومن قراهم غرب مدينة دير الزور، عيّاش، البغيلية، الشميطية، الخريطة، الطريف، بالإضافة إلى انتشار افرادها في بعض البلدات والقرى شرقي مدينة دير الزور مثل قرية بقرص التي تبعد 10 كم غرب الميادين و30 كم جنوب شرق مدينة دير الزور.

## المشيخة
شيخ عشيرة البوسريا هو مهنا بن فيصل بن أحمد الفياض الناصر العبد الله السليمان الذياب، وهو من مواليد بلدة الشميطية في محافظة دير الزور عام 1982، عضو مجلس الشعب السوري منذ عام 2012، وقد تولى الشيخ مهنا الفياض المشيخة بعد وفاة والده الشيخ فيصل الفياض في شهر شباط عام 2010.
وقد ذكر أحمد وصفي زكريا في كتابه عشائر الشام أن المشيخة في عشيرة البوسرايا كانت في يد حمود الشلاش العبد الله السليمان الذياب أخو رمضان باشا الشلاش ثم على أثر الهجمات التي شنتها عشيرة البو سرايا على قوات الاستعمار الفرنسي أثر اندلاع الثورة السورية الكبرى عام 1925 (ملحمة عين البو جمعة) والتي قتل فيها ضابطان فرنسيان وسدت المشيخة إلى ابن عمه فياض الناصر العبد الله السليمان الذياب ومنه انتقلت إلى ابنه أحمد.

## النضال ضد الاحتلال

### الهجوم على الحامية البريطانية عام 1919
احتلت القوات البريطانية محافظة دير الزور أثر انسحاب القوات التركية منها في أوائل كانون الأول عام 1919، عقب اتفاقية سايكس بيكو التي جعلت هذه المنطقة من حصة بريطانيا على أن تكون الموصل في العراق من حصة فرنسا، وعين بقيادة الجنرال كافير (ويسمى كاروبر) حاكماً عسكرياً على المدينة.
لم يقبل الأهالي بهذا الاحتلال وبدأت الاحتجاجات والثورات الشعبية تعم كافة المدينة، واجتمع وجهاء المدينة، وقادة النضال الثوري وهم الشيخ محمد سعيد العرفي، والشاعر الفراتي، وخضر لطفي الخفاجي، وثابت عزاوي، وتحسين الجوهري، ومحمد أمين عليوي الخفاجي، والزعيم عياش الحاج وغيرهم وراسلوا حكومة دمشق برغبتهم في زحف رمضان شلاش إلى ديرالزور، وكان حاكماً عسكرياً للرقة، وكذلك كانت رغبة الضباط العراقيين وحزب العهد العراقي لجعل الدير قاعدة لتحرير العراق.
قام رمضان شلاش بتأليف جيش من العشائر إضافة إلى من كانوا معه من عشيرته البوسرايا، حتى وصل عدد جيشه إلى 500 رجل منهم على الخيل والقليل منهم على الإبل، وحين وصل إلى منطقة قريبة من دير الزور توقف هو وقواته، فأعاد تنظيم الفرسان المقاتلين وأعطاهم التعليمات اللازمة، وكان ذلك يوم 10 كانون الأول 1919 على أن يبدؤوا بالهجوم على القوات الإنكليزية في فجر اليوم التالي، وبالفعل في فجر ذلك اليوم هاجم رمضان شلاش دير الزور واصطدم مع قوات الاحتلال البريطاني، ودامت الاشتباكات 8 ساعات متواصلة كانت كفيلة بتكبيد الاحتلال البريطاني خسائر فادحة بالعدد والعتاد، ووقع ما تبقى من هذه القوات أسرى بيد رمضان وجيشه.
قام أهالي دير الزور بتقديم كل المساعدة وشاركوا بالقتال وفي اليوم التالي قام شلاش بدخول إدارة الحاكم السياسي الإنكليزي وتم الاستيلاء على الأموال والعتاد، ونسف خزانات الوقود وأخرج المساجين والقى القبض على كافير الحاكم الإنكليزي للدير واخذه شلاش رهينة ومن معه وطالبوه بعقد الهدنة مقابل المحافظة على سلامته ومن معه واستطاع ان يجنب المنطقة من ردة فعل المستعمر الإنكليزي وغارات طائراته، وعقدت الهدنة في منزل الحاج فاضل عبود بوجود بعض القيادات الثورية ووجهاء المدينة وبعض شيوخ العشائر.
تابع شلاش وجيشه زحفهم إلى البو كمال حيث اصطدم مع الانكليز فيها وجرت معركة كبيرة شارك فيها الكثير من عشائر العقيدات واستشهد فيها الشيخ عبيد الدندل، وقتل عدداً من أفراد القوات الانكليزية ودمر الكثير من سلاحهم ففروا هرباً إلى (عانة) القضاء الأول في العراق، مما أرعب تشرشل وزير المستعمرات البريطانية الذي وقف مذهولاً أمام جيشه قائلاً:
| البو سرايا | إن أكبر عدوين لبريطانيا العظمى في الشرق هما لينين في الشمال ورمضان شلاش في الجنوب. | البو سرايا |

كان لهذه الثورة الكبيرة ردة فعل عالمية إذ استطاع شلاش أن يهزم أقوى دولة كانت موجودة آنذاك ويغير ملامح المنطقة ويقلب موازين السياسات الاستعمارية حيث ألغيت اتفاقية سايكس بيكو وطموحات الدول الاستعمارية الخبيثة.

### مقاومة القوات الفرنسية عام 1921
في عام 1920 أستنجد الأمير فيصل برمضان شلاش وقابله في دمشق ورفعه إلى رتبة زعيم وكلفه فيما إذا هاجمت فرنسا سورية باشتعال نار الثورة في منطقة الفرات لبى رمضان النداء واتجه إلى منطقة الفرات يستنفر عشيرته والعشائر القاطنة في وادي الفرات وشكل جيشاً قوامه 3000 مجاهد فحاصر دير الزور لمنع الفرنسيين من دخولها وجرت معارك كبيرة بينه وبين القوات الفرنسية أستشهد فيها سبعة من المجاهدين وتم قتل عدد من أفراد القوات الفرنسية ودام القتال والمقاومة عدة أيام ولكن عدم التكافؤ في العدد والعتاد أدى إلى دخول الفرنسيين دير الزور في 9 تشرين الثاني عام 1921 وانسحاب قوات شلاش، وفي نفس العام أصدرت الإدارة العسكرية الفرنسية حكماً بالإعدام على شلاش، فهرب إلى شرق الاردن.

### ملحمة عين البو جمعة عام 1925

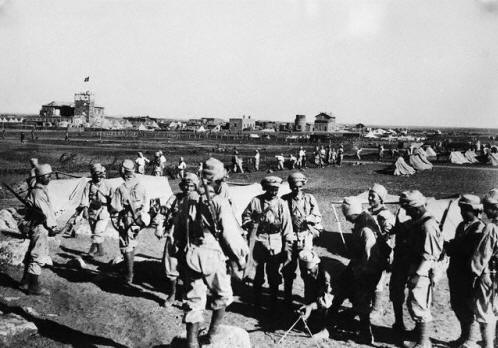
القوات الفرنسية عام 1925.

تمت اتصالات بين زعماء الثورة السورية الكبرى وبعض الوطنيين من أبناء الفرات ومنهم محمد بك العيّاش الذي اجتمع في دمشق مع الدكتور عبد الرحمن الشهبندر زعيم حزب الشعب وبحث معه موضوع مد الثورة إلى منطقة الفرات وفتح جبهة ضد الفرنسيين لتشتيت قواتهم، عاد بعدها العيّاش من دمشق وبدأ يعد العدة بإثارة غيرة وحماسة أهالي مدينة دير الزور، واتفق مع أخيه محمود على أن يذهب إلى قرى عشيرة البو سرايا التي تقطن غربي مدينة دير الزور ويجمعهم علاقة صداقة قوية مع والده عياش الحاج، وأن يشكل معهم مجموعات ثورية لضرب القوات الفرنسية.
استطاع العيّاش أن يشكل مجموعة ثورية مؤلفة من ثلاثة عشر رجلاً مسلحاً كانوا على أهبة الاستعداد للقيام بأي عمل عسكري ضد الفرنسيين وهم:
1. محمود العيّاش

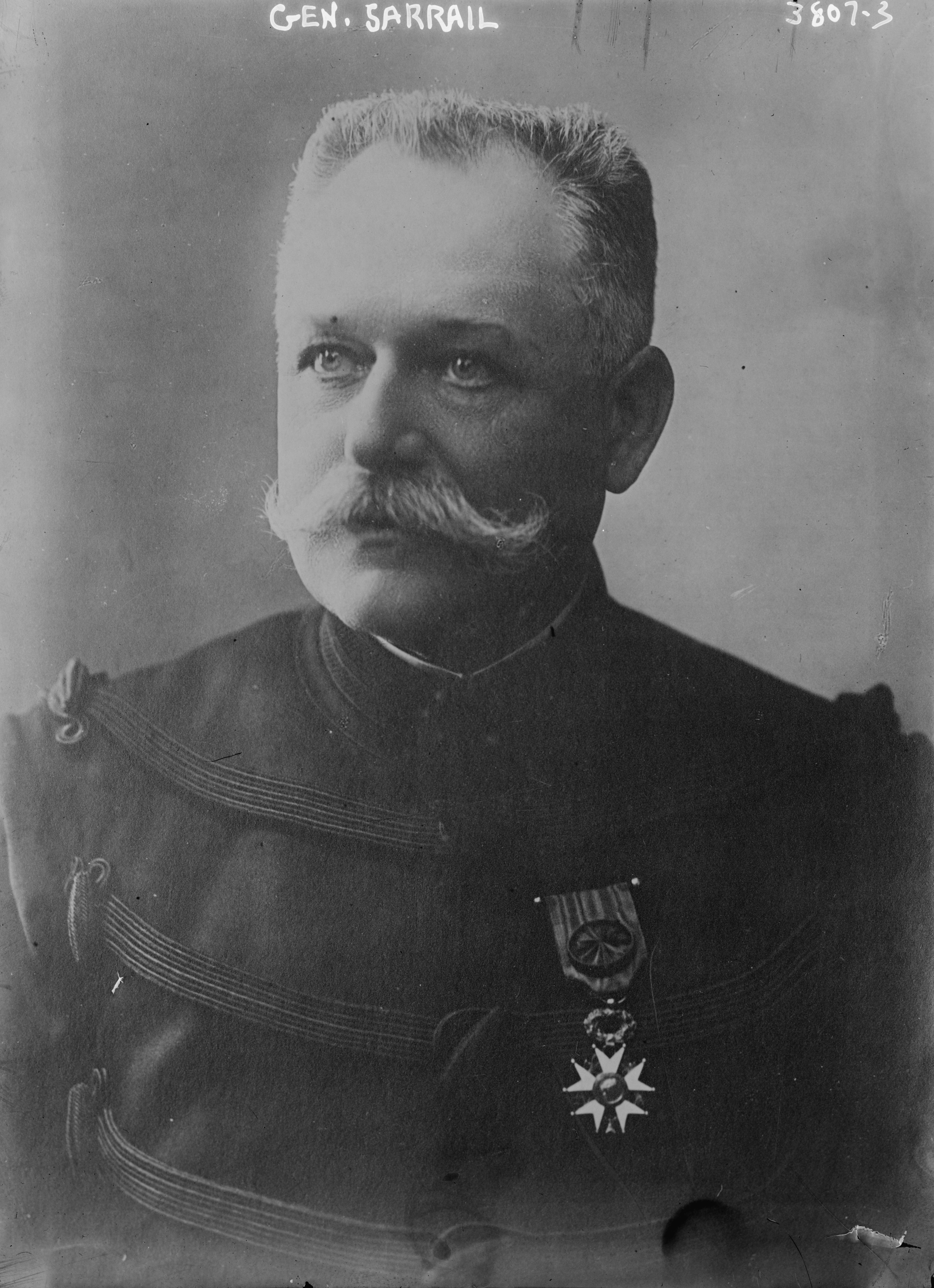
المفوض السامي موريس بول ساراي.

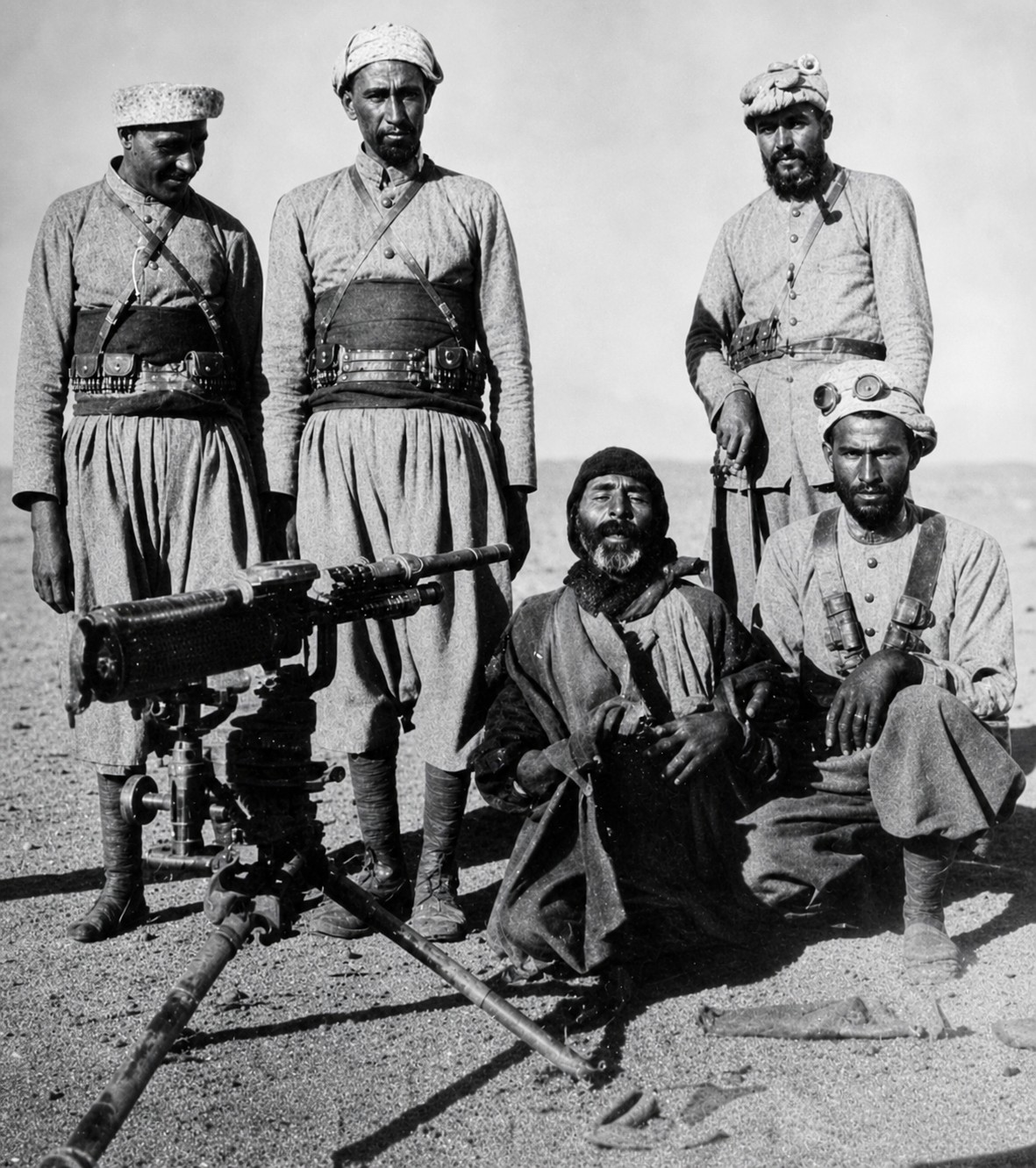
المجاهد حسن العبد السلامة لحظة اعدامه من قبل الاحتلال الفرنسي.

2. حكمي العبد السلامة - قرية الشميطية.
3. عزيز العلي العبد السلامة - قرية الشميطية.
4. حاج علي العبد السلامة - قرية الشميطية.
5. حسن العبد السلامة - قرية الشميطية.
6. حمزة العبد السلامة - قرية الشميطية.
7. اصلبي المسعود العبد الجليل - قرية الشميطية.
8. خليف الحسن المحمد - قرية الخريطة.
9. أسود الحمدان - قرية الخريطة.
10. أحمد الحسن - قرية الخريطة.
11. حميد السلطان	- قرية الخريطة.
12. عبد الله الخلف الإبراهيم - من أهالي دير الزور.
13. حمد بن رديني - عشيرة البكارة.

في أحد الأيام أعلم المترجمون محمد العيّاش بأن سيارة عسكرية تقل ضباطاً فرنسيين قدموا من فرنسا لتفقد دوائر الإنشاءات العسكرية الفرنسية في سورية ولبنان برفقة سائقهم الفرنسي ستغادر دير الزور في طريقها إلى حلب، وبعد الاستقصاء عن المناطق المناسبة لنصب كمين لهؤلاء الضباط، أعطى محمد بك العيّاش تعليماته لأخيه محمود بنصب كمين في منطقة عين البوجمعة على طريق دير الزور الرقة حيث يخترق الطريق العام في هذا المكان وادياً عميقاً جداً وعليه جسر حجري ضيق، وهو ممر إجباري للذهاب من دير الزور إلى حلب وبالعكس.
وعندما وصلت السيارة العسكرية هجم الثوار عليها وألقوا القبض على الضباط واقتادوهم مع سيارتهم بعد أن غنموا أسلحتهم إلى مكان جنوب مكان الحادثة في البادية يسمى «العكيصية»، وألقوا بهم مع سائقهم في أحد الآبار المهجورة حيث لفظوا أنفاسهم الأخيرة، وكان ذلك في مطلع شهر حزيران عام 1925 ثم انسحبوا إلى شواطئ الفرات حيث الغابات والجزر النهرية.
جن جنون الفرنسيين بفقدان الاتصال بضباطهم وبدأت حملة كبيرة اشتركت بها الطائرات الفرنسية للبحث عنهم، وعندما عثروا على جثثهم واستدلوا من مخبريهم عن أسماء الثوار، تحركت قوة عسكرية كبيرة اشتركت فيها المدافع والطائرات، وطوقت عشيرة البوسرايا، وقامت طائرات فرنسية بقصف منازل العشيرة قصفاً مدمراً، وتهدمت البيوت على رؤوس الأطفال والنساء واشتعلت النيران في المزروعات والبيادر، وهلكت الماشية فكان قصفاً مرعباً ومدمراً والخسائر البشرية والمادية جسيمة، كل ذلك من أجل الضغط على الأهالي لتسليم الثوار، وقد سقط نتيجة لهذا القصف بعض الشهداء ومنهم، «حنش الموسى العاني»، «علي النجرس»، وامرأة كانت حاملاً، ومن الجرحى العشرات الذين أصيبوا بالرصاص وبشظايا قنابل الطائرات.
وعندما اقتنع الفرنسيون بأن القصف لا يجدي لجأوا إلى وسيلة دنيئة فيها الكثير من الخسة والنذالة حيث هددوا باعتقال نساء الثوار وأمهاتهم وأخواتهم حتى يسلَم الثوار أنفسهم للفرنسيين، وعندما وصل الخبر إلى الثوار وقع عليهم كالصاعقة، إلا أن شرف العربي تهون دونه الأرواح، فخرجوا من مخابئهم وسلموا أنفسهم وهم مرفوعي الرأس فسلمت العذارى والنساء من الغدر المبيت.
جرت محاكمة الثوار في مدينة حلب وأصدر المفوض السامي الفرنسي في بيروت موريس بول ساراي قراراً برقم 49 اس/ 5 آب 1925 بنفي جميع أفراد أسرة عياش الحاج إلى مدينة جبلة وحكم على محمود العيّاش مع اثنا عشر من رفاقه بالإعدام وتم تنفيذ حكم الإعدام رمياً بالرصاص في 15 ايلول 1925 في مدينة حلب، كما حكم على محمد العيّاش بالسجن لمدة 20 عاماً في جزيرة أرواد في محافظة طرطوس، وإمعاناً بالتشفي والانتقام اقدمت السلطات الفرنسية على اغتيال المجاهد عياش الحاج عام 1926 ودفن في جبلة في مقبرة جامع السلطان إبراهيم الأدهم.

## الأعيان
- رمضان باشا الشلاش:

ولد رمضان بن شلاش بن عبدا لله السليمان عام 1882 في قرية الشميطية غربي مدينة دير الزور ونشأ نشأة كريمة في كنف والده شلاش العبد الله السليمان شيخ عشيرة البوسرايا، بدأ تعلمه في الكتاتيب وفي عام 1892 وبعد بلوغه العاشرة من العمر استدعاه السلطان عبد الحميد الثاني إلى الأستانة ليدرس في مدرسة العشائر العربية التي كانت تضم أبناء شيوخ القبائل العربية.
تخرج رمضان شلاش من مدرسة العشائر عام 1897 فألحقه السلطان عبد الحميد بالمدرسة الحربية، فدرس بها ثماني سنوات وتخرج منها عام 1905 برتبة ملازم خيال، ثم عين مرافقا فخرياً للسلطان في اسطنبول، الذي كان يرى فيه النباهة والذكاء والحنكة العسكرية فعينه قائدا للسرية الخامسة في حلب مكث فيها حتى عام 1911 حيث تقلد عدة وظائف عسكرية ومناصب مرموقة، وشارك خلال هذه الفترة في الدعوة ضد القومية التركية وسياسة التتريك، وبعد ذلك شارك في معارك طرابلس الغرب عام 1912، ثم عاد بعد ذلك إلى الموصل بالعراق ليقوم بتأمين معيشة الفيلق الثاني عشر بقيادة ياسين الهاشمي.
عندما اشتعلت الحرب العالمية الأولى عام 1914 كان رمضان شلاش في مدينة حلب السورية، ثم عين بعدها قائداً لسلاح الفرسان في الحدود السورية الحجازية وذلك قبل تقسيم بلاد الشام، وعندما اشتعلت نيران الثورة العربية الكبرى بقيادة الشريف حسين انخرط فيها ضابطاً ومنحه الشريف حسين لقب (باشا) ودخل مع القوات العربية مدينة دمشق يوم 30 أيلول عام 1918.
في عام 1914 وبعد اندلاع الحرب العالمية الأولى، عُيّن رمضان شلاش من قبل ياسين الهاشمي قائداً لسرية الجمالة في الجولان في القنيطرة، وانتسب إلى جمعية المنتدى الأدبي، وفي عام 1916 عيّن قائداً للسرية الخامسة في لواء الهجّانة في المدينة المنورة، ثم التحق بالجيش العربي بدعوة من الأمير زيد، وفي عام 1919 عاد إلى دمشق حيث عيّنه الأمير فيصل حاكماً عسكرياً على قضاء الفرات، الرقة، والخابور.
بدأ شلاش بقتال الإنكليز لتحرير دير الزور حيث شكل جيش العشائر ودخل إدارة الحاكم السياسي الإنكليزي وتم الاستيلاء على الأموال والعتاد، ونسف خزانات الوقود وأخرج المساجين والقى القبض على كامير الحاكم الإنكليزي للدير مع جميع عناصر الحامية البريطانية وابقاهم شلاش كرهائن حرب وهدد بريطانيا بقتلهم جميعاً إذا قامت بعمل ضد دير الزور، وما كان من بريطانيا إلا أن قبلت بالأمر الواقع.
في عام 1921 وبعد وصول القوات الفرنسية أصبح شلاش محط أنظار الجميع بعد أن طرد الإنكليز واستنجد به الأمير فيصل وقابله في دمشق ورفعه إلى رتبة زعيم وكلفه بإشعال نار الثورة في منطقة الفرات ضد الفرنسيين، وهذا ما فعله شلاش لكن الفرنسيين قتلوا الكثير من الثوار في معركة غير متكافئة ما جعله ينسحب ويرحل إلى الأردن في حين حكم عليه من قبل الفرنسيين بالإعدام، وبقي الزعيم شلاش ملاحقاً من قبل القوات الفرنسية التي نجحت في إلقاء القبض عليه عام 1926 ووضعوه في الإقامة الجبرية في بيروت حتى عام 1937.
بعد أن صدر عفو فرنسي عن جميع الثوار الذين شاركوا بالثورة ضد فرنسا وعاد شلاش إلى دير الزور ليعلن الثورة في منطقة البصيرة بدير الزور عام 1941 وعاد الفرنسيون ليقبضوا عليه ويضعوه تحت الإقامة الجبرية في بيروت وعند استقلال سورية عام 1946 عاد شلاش إلى دير الزور وبقي فيها حتى عام 1961 حيث أصيب بمرض اضطره إلى القيام بعمل جراحي في دمشق وتوفي في 21 آب عام 1961 في دمشق ودفن فيها رحمه الله».